# Raúl Isiordia
Raúl "Cora" Isiordia Ayón (ur. 22 grudnia 1952 w Xalisco) – meksykański piłkarz występujący na pozycji lewego pomocnika.

## Kariera klubowa
Isiordia, ze względu na swoje pochodzenie obdarzony przydomkiem "Cora" (w Meksyku często nazywa się tak ludzi ze stanu Nayarit), urodził się w Xalisco, jednak wychowywał w Tepic i jest wychowankiem tamtejszego klubu Deportivo Tepic. Jako dziewiętnastolatek zadebiutował w jego barwach w drugiej lidze meksykańskiej, a po roku przeszedł do niedawno powstałego Atlético Español z siedzibą w stołecznym mieście Meksyk. Tam w sezonie 1972/1973 rozegrał swój pierwszy mecz w meksykańskiej Primera División, za to podczas rozgrywek 1973/1974 strzelił premierową bramkę i zdobył ze swoją drużyną tytuł wicemistrza Meksyku. Po upływie dwóch lat podpisał umowę z ekipą Club Jalisco z Guadalajary, gdzie spędził dwanaście miesięcy, po czym powrócił do Atlético Español, z którym w 1975 roku triumfował z najbardziej prestiżowych rozgrywkach kontynentu, Pucharze Mistrzów CONCACAF, będąc kluczowym zawodnikiem ofensywnym swojej drużyny. W połowie 1978 roku został zawodnikiem CF Monterrey, którego barwy reprezentował bez większych sukcesów przez dwa sezony.
Latem 1980 Isiordia przeszedł do zespołu Tecos UAG z siedzibą w mieście Guadalajara, gdzie podobnie jak w poprzednich klubach pełnił rolę podstawowego piłkarza. Później ponownie występował z Monterrey, tym razem jako zawodnik lokalnego rywala swojego byłego klubu, Tigres UANL, będąc jego najlepszym strzelcem, natomiast w 1983 roku zasilił klub Deportivo Neza z miasta Nezahualcóyotl. Tam również nie potrafił nawiązać do sukcesów odnoszonych z Atlético Español i w wieku 33 lat zdecydował się zakończyć piłkarską karierę. Po zakończeniu kariery osiadł w Monterrey i pozostał przy futbolu, będąc dyrektorem sportowym tamtejszych klubów CF Monterrey i Tigres UANL, których barwy reprezentował już jako piłkarz. Pracował również w roli eksperta piłkarskiego w mediach, zaś w latach 1996–1999 był prezesem swojej macierzystej drużyny Deportivo Tepic.

## Kariera reprezentacyjna
W reprezentacji Meksyku Isiordia zadebiutował za kadencji selekcjonera José Antonio Roki, 1 lutego 1977 w wygranym 5:1 meczu towarzyskim z Jugosławią, w którym strzelił również pierwszego gola w kadrze narodowej. W 1978 roku został powołany na Mistrzostwa Świata w Argentynie, po uprzednich występach w kwalifikacjach, podczas których strzelił bramkę w spotkaniu z Surinamem (8:1). Na mundialu wystąpił tylko w pierwszym spotkaniu, z Tunezją (1:3), natomiast jego drużyna po komplecie trzech porażek odpadła ze światowego czempionatu już w fazie grupowej. Ogółem swój bilans reprezentacyjny zamknął na dwunastu rozegranych meczach, w których czterokrotnie wpisywał się na listę strzelców.